# 6886 Grote
6886 Grote è un asteroide della fascia principale. Scoperto nel 1942, presenta un'orbita caratterizzata da un semiasse maggiore pari a 2,5665220 UA e da un'eccentricità di 0,1593530, inclinata di 9,15089° rispetto all'eclittica.